# Сеньора-да-Граса-де-Падройнш
Сеньо́ра-да-Гра́са-де-Падро́йнш (порт. Senhora da Graça de Padrões) — фрегезия (район) в муниципалитете Алмодовар округа Бежа в Португалии. Территория — 34,88 км². Население — 496 жителей. Плотность населения — 14,2 чел/км².